# Mahalakshmis tempel
Shri Ambabais tempel, även kallat Mahalakshmis tempel, är en berömt hinduiskt tempel vid floden Panchganga söder om Pune i Kolhapur i Maharashtra i Indien. Templet är dedikerat till gudinnan Mahalakshmi (Lakshmi). Det uppfördes under 600-talet och tillhör därmed Indiens äldsta tempel.